# Joseph Dorffmeister

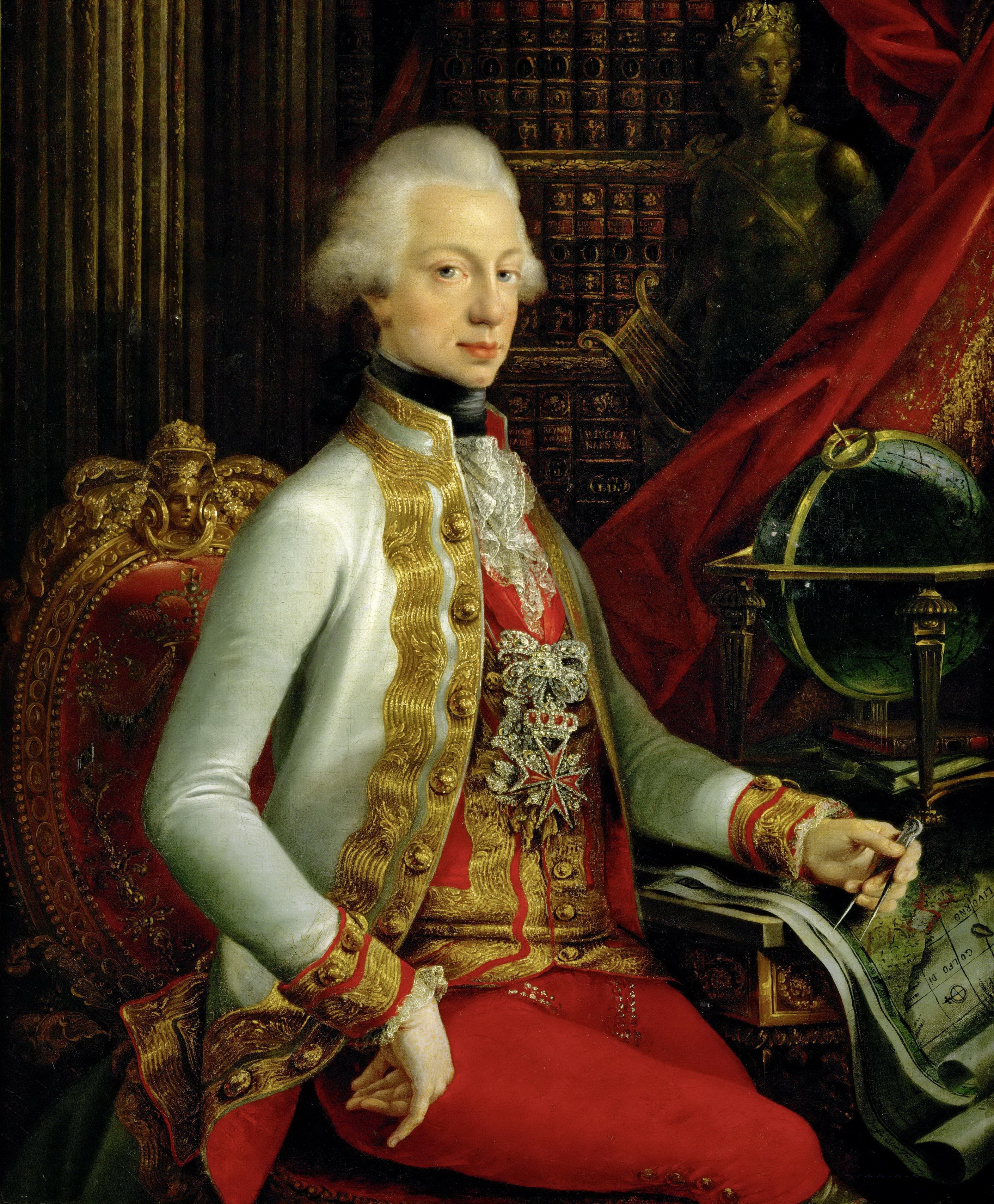
Dorffmeister-Gemälde von Erzherzog Ferdinand III. von Österreich-Toskana

Joseph Dorffmeister, auch József István Dorffmeister, (* 16. März 1764 in Ödenburg, heute Sopron; † 1806 in Livorno) war ein ungarischer Maler und Grafiker.

## Leben
Joseph Dorffmeister wurde 1764 als Sohn des Malers Stephan Dorffmeister geboren. Er lernte bei seinem Vater als Gehilfe und studierte von 1789 bis 1794 an der Akademie in Wien. Später arbeitete er als Architekturmaler in Genua, wo er Mitglied der Akademie wurde. Er malte aber auch Altarbilder und Porträts, darunter das Porträt der Königin Maria von Neapel.